# Shichidō garan

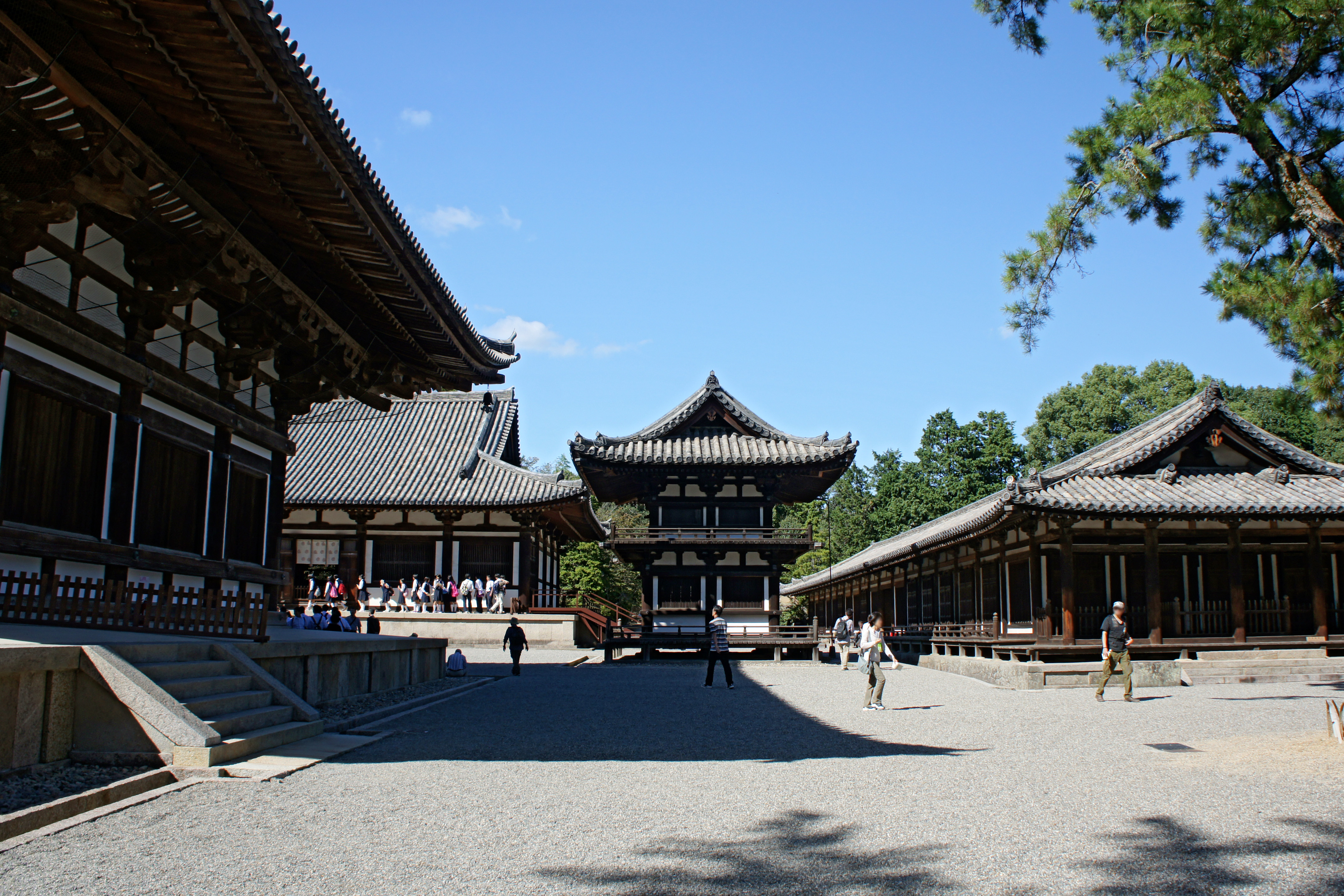
Une partie du garan de Tōshōdai-ji (de gauche à droite le kondō, le kōdō, le korō et le raidō).

Shichidō garan est une expression du bouddhisme japonais qui renvoie aux sept bâtiments composant le complexe du temple bouddhiste idéal. L'expression est formée des mots shichidō (七堂), signifiant littéralement « sept bâtiments », et garan (伽藍), pour « temple ». Elle est souvent abrégée en garan. Les bâtiments compris dans cette liste peuvent varier. Par ailleurs, il se peut que shichidō (七堂) soit une interprétation erronée de shitsudō (悉堂), terme qui signifie « temple complet »,. Dans la pratique, shichidō garan signifie souvent simplement un grand temple avec de nombreux bâtiments.

## Étymologie et histoire du terme
Garan (伽藍) en japonais est une forme abrégée de l'expression sōgya ranma (僧伽欄摩), elle-même une translittération du sanscrit saṁghārāma (सँघाराम), qui signifie littéralement « jardin des moines ». Un garan japonais à l'origine est seulement un parc où les moines se réunissent avec leur professeur mais le terme en vient plus tard à signifier « temple bouddhiste ».
Le mot garan est employé dans un passage du Nihon Shoki de 552, mais comme aucun monastère de cette époque ne subsiste, nous ne savons donc pas à quoi les garan ressemblaient.
Le mot composé shichidō garan (七堂伽藍, « temple à sept bâtiments ») se trouve dans un texte beaucoup plus récent de l'époque d'Edo,, en référence à un complexe qui possède un ensemble complet de bâtiments formant un temple bouddhiste idéal.

## Premier aménagementgaran
Un autre passage du Nihon Shoki, daté lui de 577, indique que le roi Seong de Baekje (くだら) (en Corée) a envoyé au Japon une mission, comprenant entre autres un architecte de temple et un concepteur d'images bouddhiques; plusieurs autres artisans bouddhistes seront aussi envoyés dans les années qui suivent. Les fouilles menées en 1979 et 1980 sur le site du temple Jeongnimsa à Buyeo, capitale de Baekje entre 538 et 663, révèlent que le temple original est conçu selon la règle typique de l'orientation nord/sud, avec les bâtiments principaux disposés au centre de l'axe, disposition qui sera fidèlement appliquée au temple Shitennō-ji d'Ōsaka.

## Composition d'unshichidō garan
Les édifices intégrés dans le groupe des sept bâtiments peuvent varier considérablement d'un temple à l'autre, d'une secte à l'autre et d'une époque à l'autre. En outre, comme on l'a dit en introduction, shichidō garan peut renvoyer à un temple complet ou même à un grand complexe de temple.
Selon un texte du XIIIe siècle, « un garan est un temple avec un kon-dō (« salle d'or », le bâtiment principal), un tō (pagode), un kō-dō (bâtiment pour les enseignements), un shōrō (« tour » pour la cloche), un jiki-dō (réfectoire), un sōdō (quartier d'habitation des moines) et un kyōzō (dépôt de manuscrits, de sūtras, bibliothèque) ». Tels sont les sept éléments appelés shichidō d'un temple de type nanto rokushū (南都六宗, « six sectes Nara »),.
Un texte du XVe siècle explique, lui, que les temples des écoles zen (Sōtō (曹洞) et Rinzai (臨済)) comprennent un butsuden ou butsu-dō (bâtiment principal), un hattō (bâtiment de lecture), un kuin (cuisine/office), un sō-dō (bâtiment consacré au zazen), un sanmon (porte principale), un tōsu (toilettes) et un yokushitsu (bains). 

### Perte d'importance de la pagode au sein dugaran

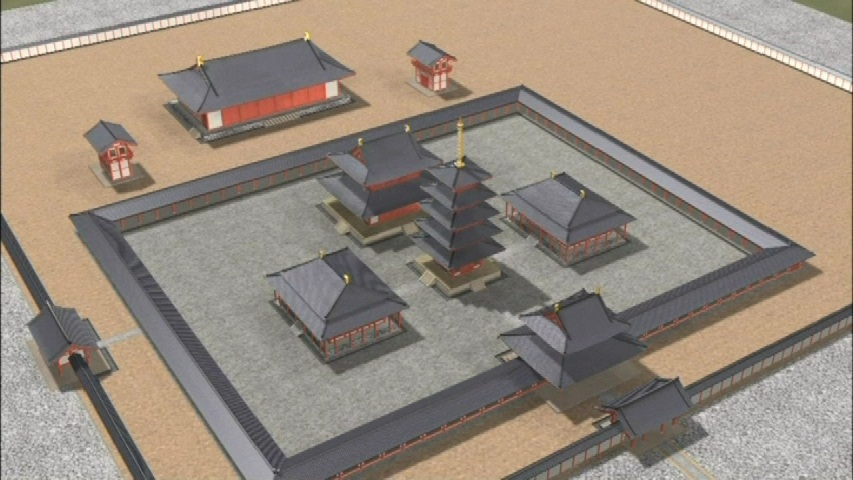
Reconstitution de la disposition originale d'Asuka-dera avec une pagode au centre.

La pagode abrite des reliques, et à ce titre, elle constitue le bâtiment central et essentiel du garan, ces sept édifices considérés comme indispensables pour un temple. Cependant, elle perd peu à peu de son importance et se voit remplacée par le kondō (« salle d'or »), en raison des pouvoirs magiques supposés émaner des images qu'abrite ce bâtiment. Cette perte de statut est si complète que les sectes zen originaires de Chine qui viendront s'implanter au Japon ne construisent en principe plus du tout de pagode. 
L'évolution de la disposition de quatre temples fondés au cours du viie siècle illustre clairement cette tendance. Il s'agit, dans l'ordre chronologique, d'Asuka-dera, Shitennō-ji, Hōryū-ji et Yakushi-ji. Dans le premier de ces temples, la pagode se trouve au centre même du garan, entourée de trois petits kondō (voir la reconstitution de la disposition originale du temple). Dans le second, on trouve un seul kondō, au centre du temple, avec la pagode lui faisant face. À Hōryū-ji, les deux sont côte à côte. Yakushi-ji possède un grand et unique kondō au centre, avec deux pagodes sur les côtés. La même évolution peut être observée dans les temples bouddhistes en Chine.

## Exemples degaran

### Hōryū-ji
Hōryū-ji (法隆寺) est un temple bouddhiste de la secte Shōtoku situé à Ikaruga, préfecture de Nara au Japon. Son garan se compose de (voir le plan à droite) :

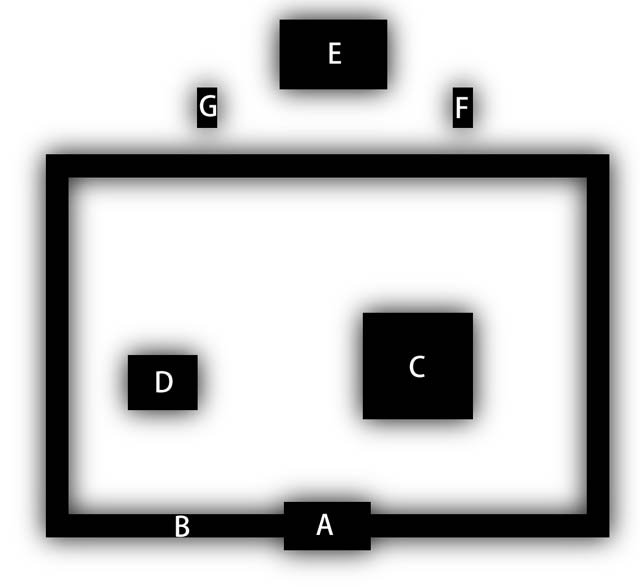
Plan du shichidō garan de Hōryū-ji.

- A. Chū (中門). Dans un temple, il s'agit de la porte située après le naindaimon et reliée à un kairō[2] ;
- B. Kairō (回廊・廻廊). Passage long et couvert, comme un portique, qui entoure le kondō et la pagode[16] ;
- C. Kon dō (金堂). Principal bâtiment d'un garan, il abrite le principal objet de vénération[16];
- D. Tō. Une pagode, qui est une évolution du stupa (sorte de reliquaire). Après avoir atteint la Chine, le stupa évolue en une tour avec un nombre impair d'étages (trois, cinq, sept, neuf, treize)[16];
- E. Kōdō (講堂). Dans un garan non-zen, bâtiment réservé aux conférences et aux enseignements[2] ;
- F. Kyōzō (経蔵). Lit. « entrepôt des écritures ». Dépôt recevant les sūtras et les livres sur l'histoire du temple[16]. Aussi appelé kyōdō ;
- G. Shōrō (鐘楼). Beffroi.

### Zuiryū-ji

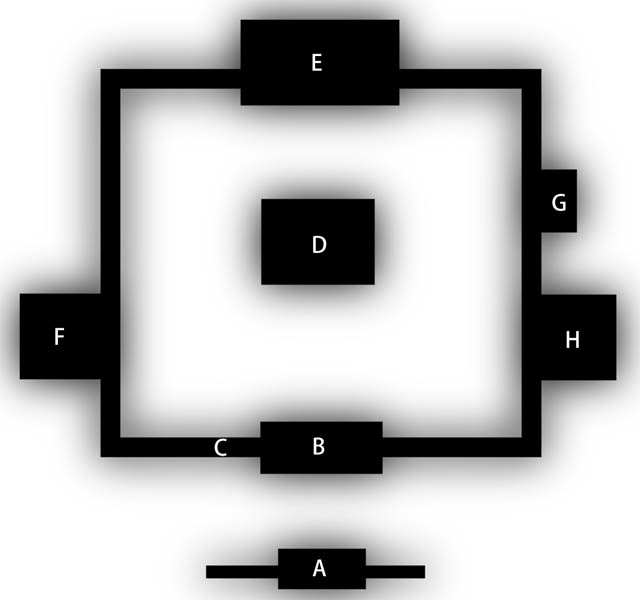
Plan du shichidō garan de Zuiryū-ji.

Zuiryū-ji est un temple Zen de la secte Sōtō situé à Takaoka dans la préfecture de Toyama. 
- A. Sōmon (総門). Porte à l'entrée d'un temple[2]. Elle précède le sanmon, plus grand et plus important.
- B. Sanmon (三門 ou 山門). Porte en face du butsuden[16], le plus souvent à deux étages (nijūmon). Le nom est un abrégé de sangedatsumon (三解脱門?), lit. « porte des trois libérations[16] ». Ses ouvertures, kūmon (空門?), musōmon (無相門?) et muganmon (無願門?) symbolisent les trois portes de l'éveil[16]. Y pénétrer permet de se libérer symboliquement des trois passions : ton (貪, cupidité?), shin (瞋, haine?) et chi (癡, folie?)[17].
- C. Kairō (回廊). Voir ci-dessus.
- D. Butsuden (仏殿). Lit. « bâtiment de Bouddha ». Édifice réservé à la pratique religieuse dans lequel on trouve une statue de Bouddha ou d'un bodhisattva[2].
- E. Hōdō (法堂). Lit. « bâtiment du dharma ». Bâtiment réservé aux enseignements sur les écritures bouddhiques (hō) par l'abbé ou son remplaçant[2].
- F.  Zendō (禅堂). Lit. « bâtiment du zen[16] ». Bâtiment dans lequel les moines pratiquent le zazen et une des principales structures d'un garan zen[16].
- G. Shōrō (鐘楼). Tour de la cloche.
- H. Kuri (庫裏). Bâtiment abritant les cuisines et les bureaux d'un garan zen[2],[16].

Une autre disposition typique de garan zen dont Kenchō-ji est un bon exemple, place en premier un sōmon suivi du sanmon, le bâtiment principal (le butsuden), le bâtiment réservé aux enseignements (hattō) et la résidence de l'abbé principal (hōjō), tous plus ou moins alignés selon l'axe nord/sud, avec le bâtiment des bains (yokushitsu) et le dépôt de sūtras (kyōzō) à l'est et le bâtiment des moines (sodō) à l'ouest.